# The Burning World (album)
The Burning World è il sesto album discografico in studio del gruppo musicale statunitense Swans, pubblicato nel 1989.

## Tracce
Testi e musiche di Michael Gira tranne dove indicato.
1. The River that Runs with Love Won't Run Dry – 4:16
2. Let it Come Down – 4:28
3. Can't Find My Way Home (Blind Faith cover) – 4:48 (Steve Winwood)
4. Mona Lisa, Mother Earth – 4:16
5. (She's A) Universal Emptiness – 4:02
6. Saved – 4:11
7. I Remember Who You Are – 4:24
8. Jane Mary, Cry One Tear – 3:51
9. See No More – 5:30
10. God Damn the Sun – 4:23

## Formazione
- Michael Gira - voce, chitarra
- Jarboe - voce, tastiere
- Norman Westberg - chitarra
- Jason Asnes, Bill Laswell - basso
- Virgil Moorefield - batteria
- Nicky Skopelitis - saz, bouzouki
- Jeff Bova - tastiere
- Aïyb Dieng - percussioni
- Trilok Gurtu - tabla
- Bernard Fowler, Fred Fowler - cori
- Karl Berger - vibrafono, arrangiamento archi
- Fred Frith, Mark Feldman, Larry Packer - violino
- John Kass, Richard Carr - viola
- Garo Yellin - violoncello